# 28273 Maianhvu
28273 Maianhvu è un asteroide della fascia principale. Scoperto nel 1999, presenta un'orbita caratterizzata da un semiasse maggiore pari a 2,5161323 UA e da un'eccentricità di 0,1364835, inclinata di 1,98972° rispetto all'eclittica.